# Argentinas herrlandslag i futsal
Argentinas herrlandslag i futsal representerar Argentina i futsal för herrar. Laget styrs av Argentinas fotbollsförbund, Asociación del Fútbol Argentino.